# Leila Kenzle
Leila Kenzle (ur. 16 lipca 1960) – amerykańska aktorka, znana m.in. z takich filmów jak „Princesses” czy „Gorąca laska”.

## Życiorys
Leila Kenzle urodziła się w Nowym Jorku. Zanim przeniosła się do Los Angeles, była sekretarką w hotelu. Swoją karierę filmową rozpoczęła od roku 1990, występując w serialu „The Golden Girls”. Potem bardzo dobrze znana była jako Fran Devanow z „Szaleję za tobą”. Wystąpiła w wielu serialach i filmach. 26 kwietnia 1994 roku poślubiła osobistego trenera, Neila Monaco.

## Filmografia
Filmy
- „The More You Know” (1989) jako Leila Kenze
- „The World According to Straw” (1990) jako Gina DeSalvo
- „Princesses” (1991) jako Debra Kirshner
- „Cudze pieniądze” (1991) jako Marcia
- „Jej największe pragnienie” (1996) jako Jessie Frank
- „Duże czy małe” (1997) jako Arlene
- „Dogmatic” (1999) jako Amy
- „Biały Oleander” (2002) jako Ann Greenway
- „Gorąca laska” (2002) jako pani Thomas
- „Tożsamość” (2003) jako Alice York

Seriale
- „The Golden Girls” jako Tamara
- „Szaleję za tobą” jako Fran Devanow
- „Pomoc domowa” jako Naomi Demble
- „Diagnoza morderstwo” jako Marsha McArthur (1996) i Tammy Bomgarden (2000)
- „Przyjaciele” jako Fran Devanow
- „Dotyk anioła” jako Leigh
- „DiResta” jako Kate DiResta
- „Potyczki Amy” jako pani McKinney